# Erick Fornaris Álvarez
Erick Fornaris Álvarez (L'Avana, 2 gennaio 1979) è un tuffatore cubano.

## Carriera
A Sidney 2000, alla sua prima Olimpiade, ha ottenuto il trentasettesimo posto dal trampolino 3 metri.
Ai Giochi panamericani di Santo Domingo 2003, con Jorge Betancourt Garcia, ha vinto la medaglia d'argento nella prova sincronizzata dal trampolimo 3 metri. La medaglia d'oro gli è sfuggita per soli 3,57 punti ed è andata alla coppia canadese composta da Alexandre Despatie e Philippe Comtois. Nei concorsi individuali dalla piattaforma 10 metri e dal trampolino 3 metri ha ottenuto rispettivamente un quinto e un nono posto.
Alle Olimpiadi di Atene 2004  si è classificato ventiduesimo nella prova dalla trampolino 3 metri eliminazione nel turno di qualificazione. Mentre ha chiuso al ventottesimo posto dalla piattaforma 10 metri, anche in questo caso non è riuscito a superare il turno eliminatori.
Con il compagno di nazionale Jorge Betancourt Garcia è invece arrivato ai piedi del podio nel concorso sincronizzato dal trampolino 3 metri chiudendo alle spalle delle coppie greca, tedesca e australiana.
Ai Giochi panamericani di Rio de Janeiro del 2007 ha vinto due medaglie d'argento. La prima nella prova sincronizzata dalla piattaforma 10 metri chiudendo, con il compagno di squadra José Antonio Guerra Oliva, alle spalle degli statunitensi David Boudia e Thomas Finchum. La seconda nella prova sincronizzata dal trampolimo 3 metri, ripetendo il risultato di quattro anni prima a Santo Domingo, in questo caso con Jorge Betancourt Garcia, ancora dietro ad una coppia statunitense: Mitch Richeson e Troy Dumais..
Alle Olimpiadi di Pechino 2008, nei sincronizzati, piattaforma 10 metri,  è arrivato settimo in coppia con José Antonio Guerra Oliva.

## Palmarès
- Coppa del Mondo di tuffi

Siviglia 2002: argento nella piattaforma 10 m sincro,
- Giochi panamericani
- Santo Domingo 2003: argento nel trampolino 3 m sincro
- Rio de Jeneiro 2007: oro nella piattaforma 10 m sincro; argento nel trampolino 3 m sincro